# Seznam voleb do zastupitelstva obce Lázně Libverda
Volby do zastupitelstva obce Lázně Libverda se konají v termínech předepsaných Ministerstvem vnitra České republiky. Dříve bývalo zastupitelstvo sedmičlenné, avšak od roku 1998 má členů devět.

## Volby do obecního zastupitelstva 1994
Volby se konaly ve dnech 18. a 19. listopadu 1994. Celá obec vytvořila jeden volební obvod. Volební účast byla 58,36 %.

### Kandidátní listiny
Ve volbách kandidovalo celkem 5 uskupení.
| Pořadové číslo kandidátky | Název                             | Počet hlasů | Počet hlasů  | Jméno kandidáta   |
| Pořadové číslo kandidátky | Název                             | Absolutně   | Procentuálně | Jméno kandidáta   |
| ------------------------- | --------------------------------- | ----------- | ------------ | ----------------- |
| 1.                        | Komunistická strana Čech a Moravy | 57          | 5,78         | Vladimír Pastyřík |
| 2.                        | Nezávislí kandidáti               | 148         | 14,99        | Petr Švorc        |
| 3.                        | Nezávislí kandidáti               | 76          | 7,70         | Josef Forman      |
| 4.                        | Nezávislí kandidáti               | 135         | 13,68        | Ing. Jan Pospíšil |
| 5.                        | Sdružení nezávislých kandidátů    | 76          | 7,70         | Jaroslav Havránek |
| 5.                        | Sdružení nezávislých kandidátů    | 76          | 7,70         | Eva Machková      |
| 5.                        | Sdružení nezávislých kandidátů    | 76          | 7,70         | Danuše Machková   |
| 5.                        | Sdružení nezávislých kandidátů    | 76          | 7,70         | Vlastimil Bechný  |
| 5.                        | Sdružení nezávislých kandidátů    | 76          | 7,70         | Václav Prchal     |

### Výsledky voleb
Do zastupitelstva obce byli zvoleni:
- Josef Forman
- Jaroslav Havránek
- Danuše Machková
- Eva Machková
- Ing. Jan Pospíšil
- Václav Prchal
- Petr Švorc

## Volby do obecního zastupitelstva 1998
Volby se konaly ve dnech 13. a 14. listopadu 1998. Celá obec vytvořila jeden volební obvod. Volební účast byla 52,92 %.

### Kandidátní listiny
Ve volbách kandidovalo celkem 10 uskupení.
| Pořadové číslo kandidátky | Název                                            | Počet hlasů | Počet hlasů  | Jméno kandidáta           |
| Pořadové číslo kandidátky | Název                                            | Absolutně   | Procentuálně | Jméno kandidáta           |
| ------------------------- | ------------------------------------------------ | ----------- | ------------ | ------------------------- |
| 1.                        | Nezávislí kandidáti                              | 127         | 9,84         | Danuše Machková           |
| 2.                        | Nezávislí kandidáti                              | 140         | 10,85        | Josef Pöschl              |
| 3.                        | Nezávislí kandidáti                              | 155         | 12,02        | Ing. Jan Pospíšil         |
| 4.                        | Nezávislí kandidáti                              | 123         | 9,53         | Pavel Prchal              |
| 5.                        | Nezávislí kandidáti                              | 149         | 11,55        | Václav Prchal             |
| 6.                        | Nezávislí kandidáti                              | 138         | 10,70        | Jaroslav Havránek         |
| 7.                        | Nezávislí kandidáti                              | 123         | 9,53         | Růžena Prchalová          |
| 8.                        | Sdružení nezávislých kandidátů - místní sdružení | 53          | 4,11         | Jitka Drašnarová          |
| 8.                        | Sdružení nezávislých kandidátů - místní sdružení | 53          | 4,11         | Dipl. Kfm. Alexandr Seidl |
| 8.                        | Sdružení nezávislých kandidátů - místní sdružení | 53          | 4,11         | Alexander Seidl           |
| 9.                        | Nezávislí kandidáti                              | 130         | 10,08        | Vlastimil Bechný          |
| 10.                       | Nezávislí kandidáti                              | 152         | 11,78        | Petr Švorc                |

### Výsledky voleb
Do zastupitelstva obce byli zvoleni:
- Vlastimil Bechný
- Josef Pöschl
- Jaroslav Havránek
- Danuše Machková
- Ing. Jan Pospíšil
- Pavel Prchal
- Václav Prchal
- Růžena Prchalová
- Petr Švorc

## Volby do obecního zastupitelstva 2002
Volby se konaly ve dnech 1. a 2. listopadu 2002. Celá obec vytvořila jeden volební obvod. Volební účast byla 69,64 %.

### Kandidátní listiny
Ve volbách kandidovalo celkem 6 uskupení.
| Pořadové číslo kandidátky | Název                                   | Počet hlasů | Počet hlasů  | Jméno kandidáta    |
| Pořadové číslo kandidátky | Název                                   | Absolutně   | Procentuálně | Jméno kandidáta    |
| ------------------------- | --------------------------------------- | ----------- | ------------ | ------------------ |
| 1.                        | Sdružení pro Libverdu                   | 1 237       | 61,67        | Ing. Jan Pospíšil  |
| 1.                        | Sdružení pro Libverdu                   | 1 237       | 61,67        | Josef Pöschl       |
| 1.                        | Sdružení pro Libverdu                   | 1 237       | 61,67        | Robert Šupol       |
| 1.                        | Sdružení pro Libverdu                   | 1 237       | 61,67        | Josef Veselý       |
| 1.                        | Sdružení pro Libverdu                   | 1 237       | 61,67        | Václav Prchal      |
| 1.                        | Sdružení pro Libverdu                   | 1 237       | 61,67        | Vlastimil Bechný   |
| 1.                        | Sdružení pro Libverdu                   | 1 237       | 61,67        | Eva Machková       |
| 1.                        | Sdružení pro Libverdu                   | 1 237       | 61,67        | Josef Zapletal     |
| 1.                        | Sdružení pro Libverdu                   | 1 237       | 61,67        | Danuše Machková    |
| 2.                        | Nezávislý kandidát – Vlastimil Řezníček | 39          | 1,94         | Vlastimil Řezníček |
| 3.                        | Nezávislý kandidát – Josef Forman       | 28          | 1,40         | Josef Forman       |
| 4.                        | Sdružení Libverda                       | 591         | 29,46        | Milan Porubský     |
| 4.                        | Sdružení Libverda                       | 591         | 29,46        | Jiří Štícha        |
| 4.                        | Sdružení Libverda                       | 591         | 29,46        | Karel Kopecký      |
| 4.                        | Sdružení Libverda                       | 591         | 29,46        | Radek Čermák       |
| 4.                        | Sdružení Libverda                       | 591         | 29,46        | Dana Kopecká       |
| 4.                        | Sdružení Libverda                       | 591         | 29,46        | Roman Syrový       |
| 4.                        | Sdružení Libverda                       | 591         | 29,46        | Jan Stříbrný       |
| 5.                        | Nezávislý kandidát – Ladislav Jeřábek   | 37          | 1,84         | Ladislav Jeřábek   |
| 6.                        | Nezávislý kandidát – Jiří Kellner       | 74          | 3,69         | Jiří Kellner       |

### Výsledky voleb
Do zastupitelstva obce byli zvoleni:
- Karel Kopecký
- Milan Porubský
- Josef Pöschl
- Ing. Jan Pospíšil
- Václav Prchal
- Jiří Štícha
- Robert Šupol
- Josef Veselý
- Josef Zapletal

## Volby do obecního zastupitelstva 2006
Volby se konaly ve dnech 20. a 21. listopadu 2006. Celá obec vytvořila jeden volební obvod. Volební účast byla 40,44 %.

### Kandidátní listiny
Ve volbách kandidovalo 1 uskupení.
| Pořadové číslo kandidátky | Název                 | Počet hlasů | Počet hlasů  | Jméno kandidáta      |
| Pořadové číslo kandidátky | Název                 | Absolutně   | Procentuálně | Jméno kandidáta      |
| ------------------------- | --------------------- | ----------- | ------------ | -------------------- |
| 1.                        | Sdružení pro Libverdu | 886         | 100,00       | Ing. Jan Pospíšil    |
| 1.                        | Sdružení pro Libverdu | 886         | 100,00       | Josef Pöschl         |
| 1.                        | Sdružení pro Libverdu | 886         | 100,00       | Josef Zapletal       |
| 1.                        | Sdružení pro Libverdu | 886         | 100,00       | Václav Prchal        |
| 1.                        | Sdružení pro Libverdu | 886         | 100,00       | Vlastimil Bechný     |
| 1.                        | Sdružení pro Libverdu | 886         | 100,00       | Josef Veselý         |
| 1.                        | Sdružení pro Libverdu | 886         | 100,00       | Karel Stržanovský    |
| 1.                        | Sdružení pro Libverdu | 886         | 100,00       | Stanislava Karrasová |
| 1.                        | Sdružení pro Libverdu | 886         | 100,00       | Pavel Prchal         |

### Výsledky voleb
Do zastupitelstva obce byli zvoleni:
- Vlastimil Bechný
- Stanislava Karrasová
- Josef Pöschl
- Ing. Jan Pospíšil
- Pavel Prchal
- Václav Prchal
- Karel Stržanovský
- Josef Veselý
- Josef Zapletal

## Volby do obecního zastupitelstva 2010
Volby se konaly ve dnech 15. a 16. října 2010. Celá obec vytvořila jeden volební obvod. Volební účast byla 67,20 %.

### Kandidátní listiny
Ve volbách kandidovala 2 uskupení.
| Pořadové číslo kandidátky | Název                 | Počet hlasů | Počet hlasů  | Jméno kandidáta           |
| Pořadové číslo kandidátky | Název                 | Absolutně   | Procentuálně | Jméno kandidáta           |
| ------------------------- | --------------------- | ----------- | ------------ | ------------------------- |
| 1.                        | Sdružení pro Libverdu | 1 450       | 68,66        | Ing. Jan Pospíšil         |
| 1.                        | Sdružení pro Libverdu | 1 450       | 68,66        | Josef Pöschl              |
| 1.                        | Sdružení pro Libverdu | 1 450       | 68,66        | Josef Veselý              |
| 1.                        | Sdružení pro Libverdu | 1 450       | 68,66        | Václav Šnajdr             |
| 1.                        | Sdružení pro Libverdu | 1 450       | 68,66        | Pavel Švihký              |
| 1.                        | Sdružení pro Libverdu | 1 450       | 68,66        | Martin Machek             |
| 1.                        | Sdružení pro Libverdu | 1 450       | 68,66        | Stanislava Karrasová      |
| 1.                        | Sdružení pro Libverdu | 1 450       | 68,66        | Martina Melková           |
| 1.                        | Sdružení pro Libverdu | 1 450       | 68,66        | Josef Zapletal            |
| 2.                        | Libverda 2010         | 662         | 31,34        | Tomáš Prchal              |
| 2.                        | Libverda 2010         | 662         | 31,34        | Ing. Michaela Machovičová |
| 2.                        | Libverda 2010         | 662         | 31,34        | Jiří Mucha                |
| 2.                        | Libverda 2010         | 662         | 31,34        | Václav Prchal             |
| 2.                        | Libverda 2010         | 662         | 31,34        | Jan Rodr                  |
| 2.                        | Libverda 2010         | 662         | 31,34        | Štefan Hlinka             |
| 2.                        | Libverda 2010         | 662         | 31,34        | Jiří Kobr                 |
| 2.                        | Libverda 2010         | 662         | 31,34        | Miloň Šádek               |
| 2.                        | Libverda 2010         | 662         | 31,34        | Milan Porubský            |

### Výsledky voleb
Do zastupitelstva obce byli zvoleni:
- Martin Machek
- Jiří Mucha
- Milan Porubský
- Josef Pöschl
- Ing. Jan Pospíšil
- Tomáš Prchal
- Václav Šnajdr
- Pavel Švihký
- Josef Veselý

## Volby do obecního zastupitelstva 2014
Volby se konaly ve dnech 10. a 11. října 2014. Celá obec vytvořila jeden volební obvod. Volební účast byla 36,46 %. Ačkoliv obecní zastupitelstvo mělo být devítičlenné, do voleb se postavila jediná kandidátka o osmi členech.

### Kandidátní listiny
Ve volbách kandidovalo 1 uskupení.
| Pořadové číslo kandidátky | Název                 | Počet hlasů | Počet hlasů  | Jméno kandidáta      |
| Pořadové číslo kandidátky | Název                 | Absolutně   | Procentuálně | Jméno kandidáta      |
| ------------------------- | --------------------- | ----------- | ------------ | -------------------- |
| 1.                        | Sdružení pro Libverdu | 666         | 100,00       | Ing. Jan Pospíšil    |
| 1.                        | Sdružení pro Libverdu | 666         | 100,00       | Pavel Švihký         |
| 1.                        | Sdružení pro Libverdu | 666         | 100,00       | Josef Veselý         |
| 1.                        | Sdružení pro Libverdu | 666         | 100,00       | Václav Šnajdr        |
| 1.                        | Sdružení pro Libverdu | 666         | 100,00       | Marcel Svoboda       |
| 1.                        | Sdružení pro Libverdu | 666         | 100,00       | Jan Matys            |
| 1.                        | Sdružení pro Libverdu | 666         | 100,00       | Stanislava Karrasová |
| 1.                        | Sdružení pro Libverdu | 666         | 100,00       | Josef Zapletal       |

### Výsledky voleb
Do zastupitelstva obce byli zvoleni:
- Stanislava Karrasová
- Jan Matys
- Ing. Jan Pospíšil
- Marcel Svoboda
- Václav Šnajdr
- Pavel Švihký
- Josef Veselý
- Josef Zapletal

## Volby do obecního zastupitelstva 2018
Volby se konaly ve dnech 5. a 6. října 2018. Celá obec vytvořila jeden volební obvod. Volební účast dosáhla 37,88 %. Oproti předchozímu roku obsahovala kandidátka plný počet, tedy devět jmen.

### Kandidátní listiny
Ve volbách kandidovalo 1 uskupení.
| Pořadové číslo kandidátky | Název                 | Počet hlasů | Počet hlasů  | Jméno kandidáta      |
| Pořadové číslo kandidátky | Název                 | Absolutně   | Procentuálně | Jméno kandidáta      |
| ------------------------- | --------------------- | ----------- | ------------ | -------------------- |
| 1.                        | Sdružení pro Libverdu | 947         | 100,00       | Ing. Jan Pospíšil    |
| 1.                        | Sdružení pro Libverdu | 947         | 100,00       | Pavel Švihký         |
| 1.                        | Sdružení pro Libverdu | 947         | 100,00       | Marcel Svoboda       |
| 1.                        | Sdružení pro Libverdu | 947         | 100,00       | Josef Veselý         |
| 1.                        | Sdružení pro Libverdu | 947         | 100,00       | Václav Šnajdr        |
| 1.                        | Sdružení pro Libverdu | 947         | 100,00       | Miroslav Neumann     |
| 1.                        | Sdružení pro Libverdu | 947         | 100,00       | Martina Melková      |
| 1.                        | Sdružení pro Libverdu | 947         | 100,00       | Stanislava Karrasová |
| 1.                        | Sdružení pro Libverdu | 947         | 100,00       | Josef Zapletal       |

### Výsledky voleb
Do zastupitelstva obce byli zvoleni:
- Stanislava Karrasová
- Martina Melková
- Miroslav Neumann
- Ing. Jan Pospíšil
- Marcel Svoboda
- Václav Šnajdr
- Pavel Švihký
- Josef Veselý
- Josef Zapletal

## Volby do obecního zastupitelstva 2022
Komunální volby se konaly ve dnech 23. a 24. září 2022. Obec tvořila jeden volební obvod, v němž volební účast dosáhla 34,69 %

### Kandidátní listiny
Ve volbách kandidovalo 1 uskupení.
| Pořadové číslo kandidátky | Název                 | Počet hlasů | Počet hlasů  | Jméno kandidáta   |
| Pořadové číslo kandidátky | Název                 | Absolutně   | Procentuálně | Jméno kandidáta   |
| ------------------------- | --------------------- | ----------- | ------------ | ----------------- |
| 1.                        | Sdružení pro Libverdu | 678         | 100,00       | Ing. Jan Pospíšil |
| 1.                        | Sdružení pro Libverdu | 678         | 100,00       | Pavel Švihký      |
| 1.                        | Sdružení pro Libverdu | 678         | 100,00       | Marcel Svoboda    |
| 1.                        | Sdružení pro Libverdu | 678         | 100,00       | Josef Veselý      |
| 1.                        | Sdružení pro Libverdu | 678         | 100,00       | Václav Šnajdr     |
| 1.                        | Sdružení pro Libverdu | 678         | 100,00       | Martina Melková   |
| 1.                        | Sdružení pro Libverdu | 678         | 100,00       | Jan Rodr          |
| 1.                        | Sdružení pro Libverdu | 678         | 100,00       | Marcela Hellerová |
| 1.                        | Sdružení pro Libverdu | 678         | 100,00       | Miroslav Neumann  |

### Výsledky voleb
Do zastupitelstva obce byli zvoleni:
- Marcela Hellerová
- Martina Melková
- Miroslav Neumann
- Ing. Jan Pospíšil
- Jan Rodr
- Marcel Svoboda
- Václav Šnajdr
- Pavel Švihký
- Josef Veselý